# HMS York (1928)
HMS York (Корабль Его Величества «Йорк») — британский тяжёлый крейсер типа «Йорк». Построен для Королевского флота в конце 1920-х годов. Большую часть службы перед Второй мировой войной провёл в составе Североамериканской и Вест-Индской станции. В начале войны сопровождал конвои в Атлантике, участвовал в Норвежской операции в 1940-м году. В конце года переведён на Средиземное море, действовал в охранении конвоев и кораблей Средиземноморского флота. В марте 1941 года серьёзно повреждён итальянскими взрывающимися катерами из 10-й флотилии MAS в бухте Суда на острове Крит. В 1952 году поднят и отбуксирован в Бари для разделки на металл.

## Конструкция
Крейсера типа «Йорк» должны были быть меньше и дешевле тяжёлых крейсеров подтипов «Каунти», а также лучше защищены. Внешне «Йорк» отличался от однотипного «Эксетера» тем, что его дымовые трубы и мачты были чуть наклонены в сторону кормы. Кроме того, мостик «Йорка» был выше, дабы обеспечить больше пространства для работы авиакатапульты, которую планировали установить на башню B (носовая возвышенная).

### Главные размерения
Стандартное водоизмещение «Йорка» составляло 8250 длинных тонн (8380 т), полное — 10 620 длинных тонн (10 790 т). Наибольшая длина — 575 футов (175,3 м), ширина — 57 футов (17,4 м), осадка — 20 футов 3 дюйма (6,2 м).

### Энергетическая установка
Движение корабля обеспечивали четыре паровых турбины системы Парсонса, работавших на четыре гребных винта. Энергетическая установка развивала мощность в 80 000 л. с. (59 700 кВт), обеспечивая максимальную скорость хода 32,25 узла (59,73 км/ч). Пар для турбины производили восемь водотрубных паровых котлов адмиралтейского типа. Максимальный запас топлива составлял 1900 длинных тонн (1930 т) мазута, что обеспечивало дальность плавания 13 300 морских миль (24 600 км) на скорости 12 узлов (22 км/ч).

### Вооружение
Главный калибр крейсера состоял из шести 203-мм орудий (длина ствола — 50 калибров), размещённых в трёх двухорудийных башнях. Кроме того, «Йорк» нёс четыре 102-мм зенитных орудия и две зенитных 40-мм пушки. Минно-торпедное вооружение было представлено двумя надводными трёхтрубными 533-мм торпедными аппаратами.

### Бронирование
Корпус в районе ватерлинии не имел сплошного бронирования. Борта в районе машинных и котельных отделений были защищены бронёй толщиной 3 дюйма (76,2 мм), погреба — толщиной 4,375 дюйма (111,1 мм). Поперечные переборки в оконечности машинных отделений имели толщину 3,5 дюйма (89 мм). Палуба и переборки в районе погребов защищались броней в 3 дюйма (76,2 мм). Бронепалуба над машинными отделениями и рулевой машиной имела толщину 1,5 дюйма (38 мм). Часть веса и свободного пространства была зарезервирована для размещения катапульты и её разведывательного гидросамолёта, однако катапульту установили уже после завершения строительства крейсера. Вторая катапульта, предназначавшаяся для установки на башне B, была исключена из проекта ещё во время строительства «Йорка».

### Авиационное вооружение
В 1931–1932 годах на «Йорк» установили катапульту типа E.II.H, предназначенную для запуска гидросамолёта-разведчика Fairey IIID. В 1938–1939 катапульту заменили более мощной S.I.H, на которой разместили более современный и тяжёлый разведывательный гидросамолёт Supermarine Walrus.

### Экипаж
Экипаж тяжёлого крейсера составлял 628 офицеров и матросов.

## Служба
«Йорк» был заложен 18 мая 1927 года на верфи кампании Palmers Shipbuilding and Iron Company в Джарроу, спущен на воду 17 июля 1928 года, закончен 1 мая 1930 года. После ввода в строй вошёл в состав 2-й эскадры крейсеров Флота метрополии, где служил флагманским кораблём вице-адмирала сэра Реджинальда Дракса, а затем и его приемника вице-адмирала Мэтью Бэста. С 1931 по 1934 год кораблём командовал капитан Ричард Биван. На Бермудских островах командование принял капитан Боксер (англ. H. P. Boxer). В ту пору тяжёлый крейсер служил флагманским кораблём 8-й эскадры крейсеров из состава Североамериканской и Вест-Индской станции, базируясь на королевскую верфь на Ирландском острове.

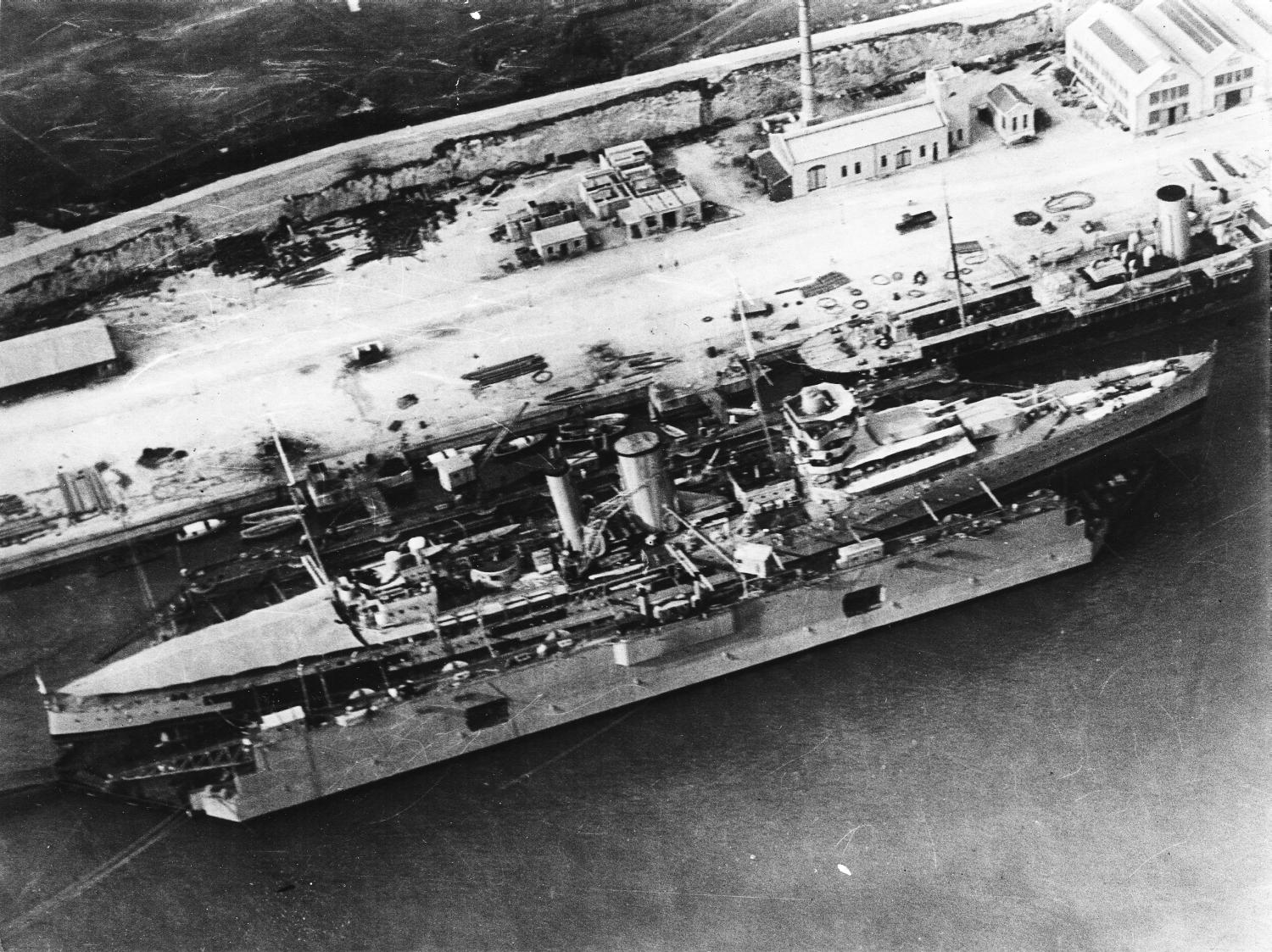
«Йорк» в Адмиралтейском плавучем доке № 1, Бермудские острова, 1934 год

29 апреля 1934 года «Йорк» вышел из Картахены (Колумбия) и 4 мая вместе с однотипным «Эксетером», шедшим с Ямайки, впервые прибыл на Бермудские острова. Там он прошёл докование в Адмиралтейском плавучем доке № 1, будучи на тот момент самым крупным кораблём, поднятым этим доком, что «потребовало значительной переделки» дока, дабы тот «мог принимать для докования более крупные корабли типа „Йорк“». 6 мая 1935 года «Йорк» играл ключевую роль на торжестве по случаю Серебряного юбилея царствования Георга V, проходившем с Гамильтоне.

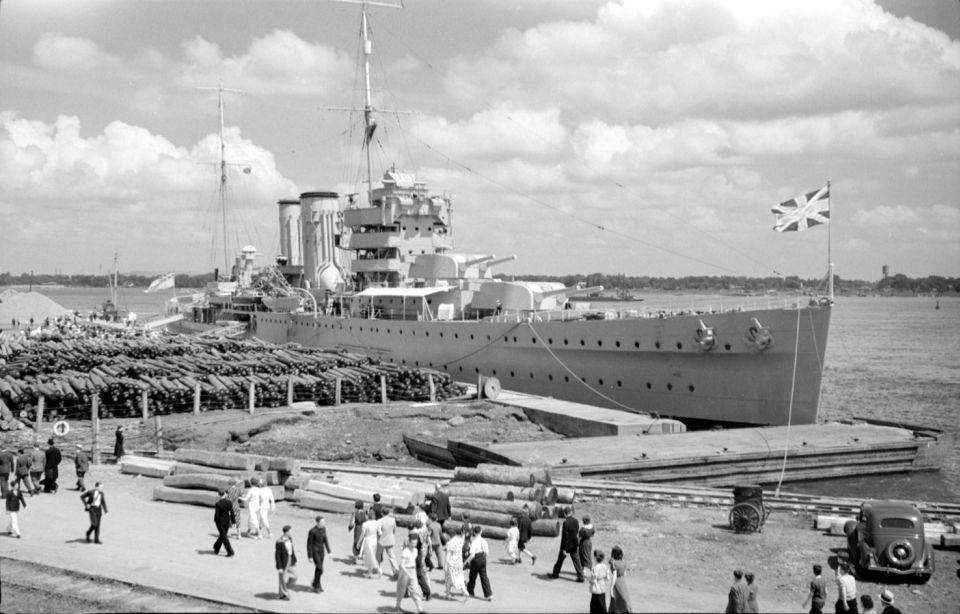
«Йорк» в Монреале, 1937 год

В 1935—1936 годах «Йорк» был придан Средиземноморскому флоту из-за обстановки, сложившейся с началом итало-эфиопской войны. Вернулся на Бермуды незадолго до начавшейся в сентябре 1939 года мировой войны.

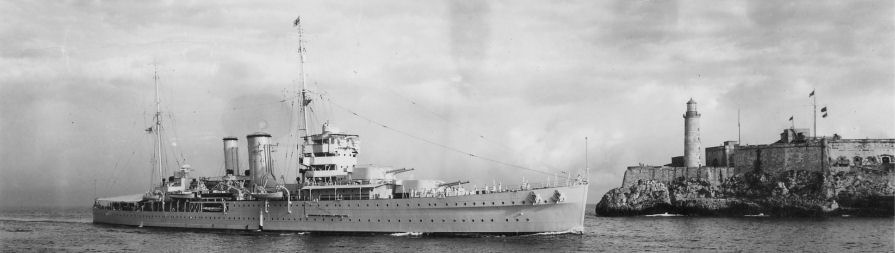
«Йорк» в Гаване, январь 1938 года

В том же месяце перешёл в Галифакс (Новая Шотландия) для участия в охране конвоев. В октябре там же вошёл в состав Соединения F, в задачи которого входили перехват немецких рейдеров и защита конвоев. С 31 октября по 22 ноября крейсер прошёл небольшой ремонт на Бермудах, прежде чем уйти в Англию, где в декабре встал на более основательный ремонт, завершившийся 9 февраля 1940 года. После ремонта вошёл в состав 1-й эскадры крейсеров Флота метрополии. 3 марта 1940 года «Йорк» перехватил в Датском проливе близ Исландии немецкий блокадопрорыватель «Арукас», однако тот был затоплен экипажем дабы не достаться англичанам.
В начале апреля «Йорк» вместе с остальными кораблями эскадры должен был перевезти союзные войска для захвата Норвегии (британский План R4). 8 апреля принятые на корабли войска были высажены обратно после того, как британцы узнали о неминуемой высадке немцев в Норвегии. После выгрузки войск 1-я эскадра крейсеров, которой командовал вице-адмирал Джон Каннингем, вышла для соединения с остальным Флотом метрополии, уже находившимся в море. 10 апреля «Йорку» было приказано отбуксировать в Леруик эскадренный миноносец «Эклипс», повреждённый немецкой авиацией. 24—25 апреля «Йорк» и лёгкие крейсеры «Манчестер» и «Бирмингем» перевезли из Росайта в Ондалснес и Молде 1-й батальон «Зелёных говардцев» и другие войска. 26 апреля крейсер вернулся. В ночь с 1 на 2 мая «Йорк», три французских транспорта и несколько британских эскадренных миноносцев эвакуировали британские и французские войска из Намсуса.

### Средиземное море

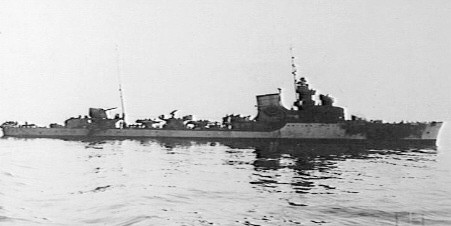
Неподвижный и покинутый экипажем «Артильере»

В августе 1940 года «Йорк» вошёл в 3-ю эскадру крейсеров в составе Средиземноморского флота. В конце сентября тяжёлый крейсер прибыл в Александрию вместе с конвоем, обогнувшим Мыс Доброй Надежды. Два дня спустя «Йорк» принял участие в операции MB5, в ходе которой Средиземноморский флот прикрывал лёгкие крейсеры «Ливерпуль» и «Глостер», доставившие войска на Мальту. 13 октября, в ходе боя у мыса Пассеро, «Йорк» потопил неподвижный и покинутый экипажем итальянский эсминец «Артильери», ранее повреждённый артиллерийским огнём лёгкого крейсера «Аякс». Месяц спустя Средиземноморский флот провёл операцию MB8 — серию сложных манёвров, в числе которых была и атака итальянского флота в гавани Таранто в ночь с 11 на 12 ноября, во время которой «Йорк» находился в охранении авианосца «Илластриес». Несколько дней спустя крейсер перевёз британские войска из Александрии (Египет) в греческий порт Пирей. 26 ноября «Йорк» и другие корабли 3-й эскадры прикрывали небольшой конвой на Мальту.
16 декабря Средиземноморский флот, а вместе с ним и «Йорк», вышел в море для удара по итальянскому судоходству, аэродромам на Родосе и бомбардировки Валоны. В начале января 1941 года крейсер провёл в бухту Суда на Крите танкер «Брэмбллиф» (англ. Brambleleaf) и четыре корвета типа «Флауэр», после чего действовал в восточном Средиземноморье в составе сил прикрытия операции Excess. 16 января «Йорк» вернулся в Александрию. В начале февраля вновь пришёл в бухту Суда, действуя оттуда против итальянского судоходства. В марте, во время операции Lustre, охранял конвои из Египта в Грецию.

### Гибель

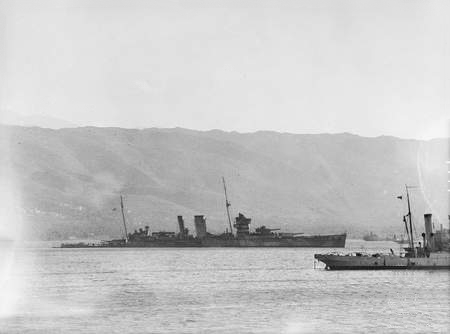
Повреждённый «Йорк» в бухте Суда

26 марта 1941 года «Йорк» получил тяжёлые повреждения в ходе атаки итальянских взрывающихся катеров из 10-й флотилии MAS на бухту Суда, остров Крит. Итальянские эсминцы «Франческо Криспи» и «Луиджи Селла», оборудованные как носители катеров, доставили их к бухте Суда. Группа из шести катеров (командир — лейтенант Луиджи Фаджони) вошла в бухту и атаковала три цели парами. На трёх катерах обнаружились проблемы, однако три других успешно поразили свои цели. Два катера, нёсшие в носовой части 330 кг взрывчатки, ударили «Йорк» в середину корпуса, затопив оба котельных и одно машинное отделение. Погибли два британских моряка. Все итальянцы остались живы и попали в плен. «Йорк» пришлось посадить на мель из-за риска затопления крейсера. С подводной лодки «Ровер» на крейсер подали электрическую энергию, потребную для работы зенитной артиллерии «Йорка», однако «Ровер» через некоторое время была повреждена немецкой авиацией, после чего лодку отбуксировали на ремонт. 18 мая немецкие бомбардировщики нанесли «Йорку» новые повреждения, которые уже нельзя было исправить. 22 мая, когда началась эвакуация союзных войск с Крита, орудия главного калибра крейсера были подорваны. В феврале 1952 года крейсер был поднят итальянской компанией и отведён в Бари, где 3 марта его начали резать на металл.